# 춘천풍물시장
춘천풍물시장(春川風物市場)은 강원특별자치도 춘천시 영서로에 위치한 5일장으로 복선전철 하부공간을 이용한 전국 최초의 전통시장이다. 원래 풍물시장은 춘천의 명동과 인근에서 산발적으로 노점을 운영하던 100여명의 상인들이 도로정비 사업의 일환으로 집단으로 옮겨간 약사동 복개하천지역에 위치하였지만 그곳에 터를 잡아 20여년 동안 장사를 하다가 다시 시의 생태하천 복원사업에 의해 지금의 전철하부공간으로 자리를 옮긴 것이다. 5일장이 펼쳐지는 장날(2, 7일)에는 수도권의 관광객과 인근 시군의 손님들이 넘쳐나 발 디딜틈이 없을 정도로 인산인해를 이루는 것이 장관이며 토속음식인 전병, 빈대떡, 장떡, 춘천막걸리에서부터 돼지부속고기, 닭갈비 등을 저렴한 가격에 먹을 수 있다. 봄철에서 가을까지는 근교에서 농사를 짓는 사람들이 그날그날 수확한 싱싱한 농산물을 가지고 나와 저렴한 가격에 팔기도 한다. 또한 할머니들이 직접 담근 된장, 막장, 고추장이나, 짱아치는 물론 직접 수확한 깨로 짠 참기름, 들기름 등을 판매하기도 한다.

## 연혁
풍물시장은 지난 1989년 정부의 도심 노점상 정비에 따라 중앙로 일대 등 주요 간선도로변에 있던 노점상이 약사천 복개 공간에 자리를 잡으면서 자연스럽게 형성됐다. 이후 2일과 7일에 맞춰 '5일장'의 정취를 되살리며 춘천시민의 사랑을 받아오다 춘천시가 옛 도심을 가로질렀던 약사천을 복원한다는 사업에 따라 상인과 합의로 이전을 결정했다. 이전 추진 당시 춘천시는 철도시설공단과 하부공간 부지에 대해 사용허락을 받는 등 일사천리로 사업을 진행했지만, 상인들과 장소 이전 문제로 협상에 난항을 겪기도 했다. 이후 춘천풍물시장은 2010년말 완공하는 온의사거리~호반교 간 고가(高架)로 설치된 경춘선 복선전철 하부공간 인근 강남동 온의사거리에서 공지천 호반교까지 700여m 구간에 13동 143개의 점포, 관리사무실, 화장실, 주차장(246면)을 갖추고 있다.

## 위치
춘천시 영서로 2352-20에 위치하며 온의사거리~호반교 간 고가(高架)로 설치된 경춘선 복선전철 하부공간 인근 강남동 온의사거리에서 공지천 호반교까지 700여m 구간에 13동 143개의 점포가 있다.

## 주요 주변 시설
- 강남동주민자치센터
- 이마트 춘천점
- 롯데마트 춘천점
- VIPS 춘천점
- 춘천고속버스터미널
- 춘천시외버스터미널
- KBS춘천방송총국